# Dragan Kojić Keba

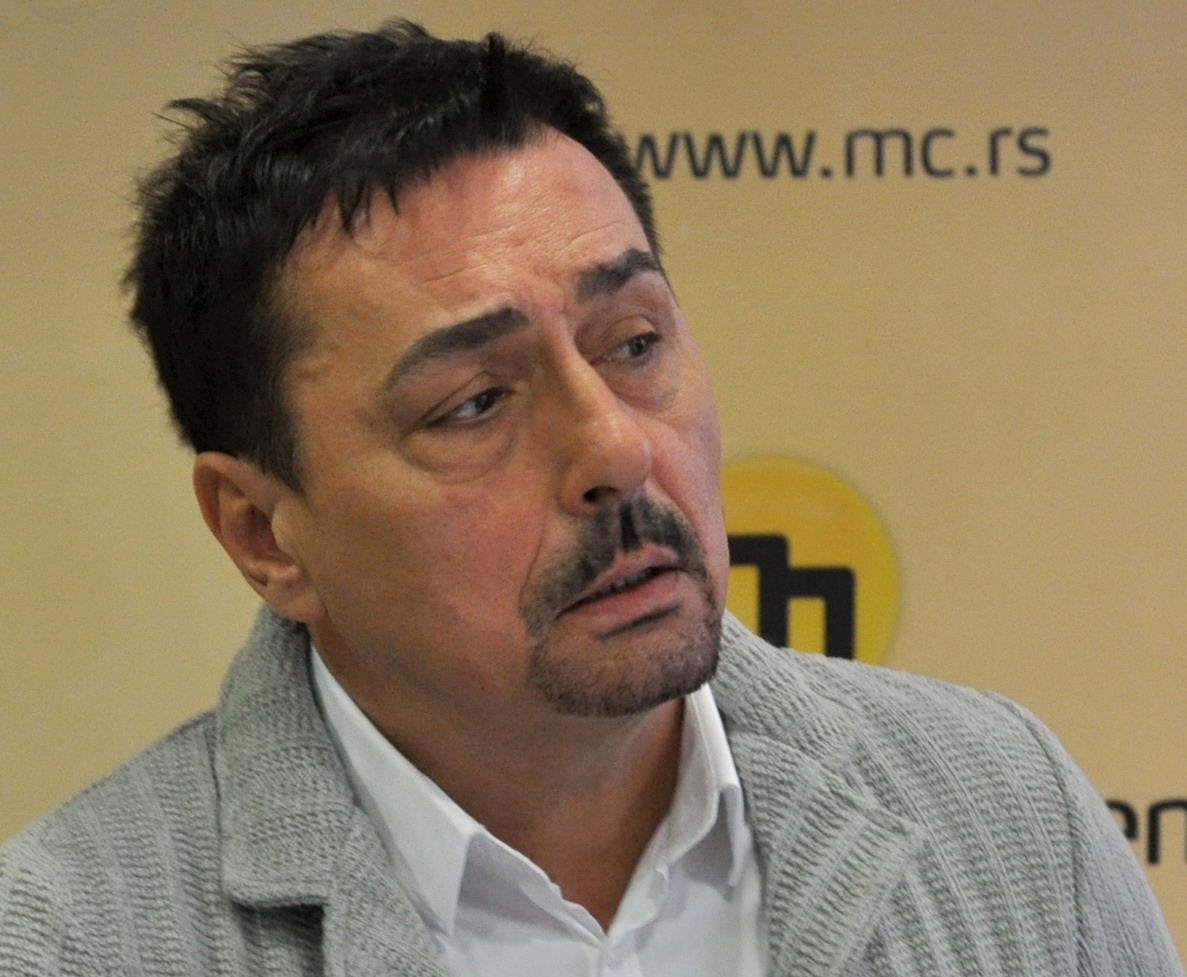
Keba in 2012

Dragan Kojić (Servo-Kroatisch: Драган Којић; geboren in Klupci op 7 oktober 1960), beter bekend als Keba, is Servisch zanger. Hij debuteerde in 1976 en is een van de belangrijkste Servische volkszangers.

## Discografie
- Ponoćna zvona (1984)
- Ako mi priđeš zaljubiću se (1986)
- Život te otpiše (1987)
- Zar za mene sreće nema (1989)
- Plavo oko plakalo je (1990)
- Srce piše suzama (1991)
- Srce kuca tvoje ime (1992)
- Sve ću tuge poneti sa sobom (1994)
- Siromasi (1996)
- Cveta trešnja (1998)
- Me mangavla daje (2000)
- Tiho noćas (2001)
- Zapaliću pola grada (2002)
- Bensedini (2004)
- Sve na pesmu i veselje (2006)
- Fer ubica (2013)

- MusicBrainz: 24d55e85-1b4a-4b2d-9597-914c3cfbc248
- Virtual International Authority File: 305506855